# Clemente Alberi
Clemente Alberi (Bologna, 1803 o 1812 – Bologna, 1864) è stato un pittore italiano.
Nel corso della sua carriera realizzò pale d'altare, ritratti e copie da pittori seicenteschi.

## Biografia

### Esordi
Figlio d'arte — il padre era il pittore e accademico Francesco Alberi, «propugnatore di un neoclassicismo imbevuto di ideali d'impegno politico e religioso» —  Clemente Albéri nacque a Bologna nel 1803 o a Ferrara nel 1812, a seconda delle fonti.
Si formò all'Accademia di Belle Arti di Bologna sotto la guida paterna, distinguendosi e vincendo qualche premio, realizzando copie, dipinti di soggetto storico e religioso o ancora ritratti. Fu soprattutto per questi ultimi che si fece notare e che ricevette commissioni, anche grazie alla partecipazione all'Esposizione di Firenze del 1827.

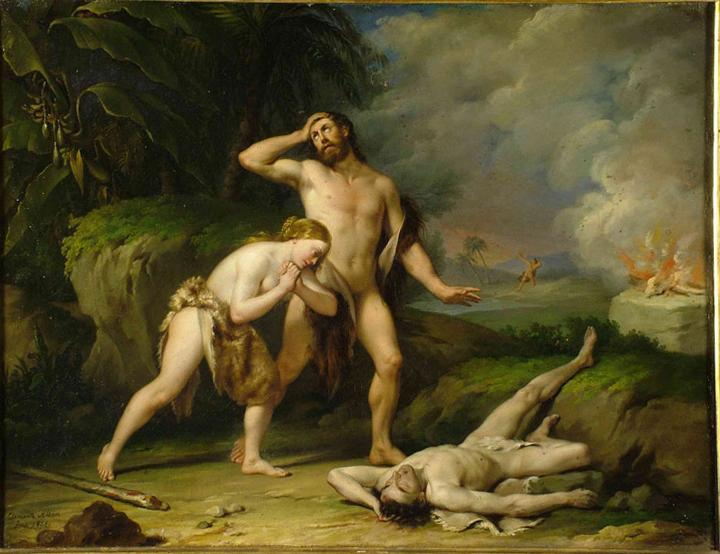
La scoperta del delitto di Caino, 1838. Olio su tela 56.5x73.5 cm. Bologna, Collezioni d'Arte e di Storia della Fondazione Cassa di Risparmio in Bologna.

In questo peiodo il suo stile è detto «disinvolto e facile, perfetto nella sua compitezza accademica»o ancora «ricco di armonia, esattezza, verità» e di dettagli realizzati con cura. 
In alcune opere giovanili, quali il Ritratto della Contessa Giulia Tomasi Amiani di Fano del 1831 o il Ritratto di Teresa Garavuzzi si ritrovava l'influenza di Ingres.

### Gli anni della maturità
Alla fine degli studi, fu assunto come professore nelle scuole comunali di eloquenza e disegno di Pesaro,
per poi insegnare a sua volta pittura in Accademia tra il 1839 e il 1860, fatto che diede adito a voci e supposizioni di nepotismo.
Tra i suoi allievi figureranno Andrea Besteghi, Giulio Cesare Ferrari, Antonio Muzzi e Antonio Rosaspina (1830-1871).

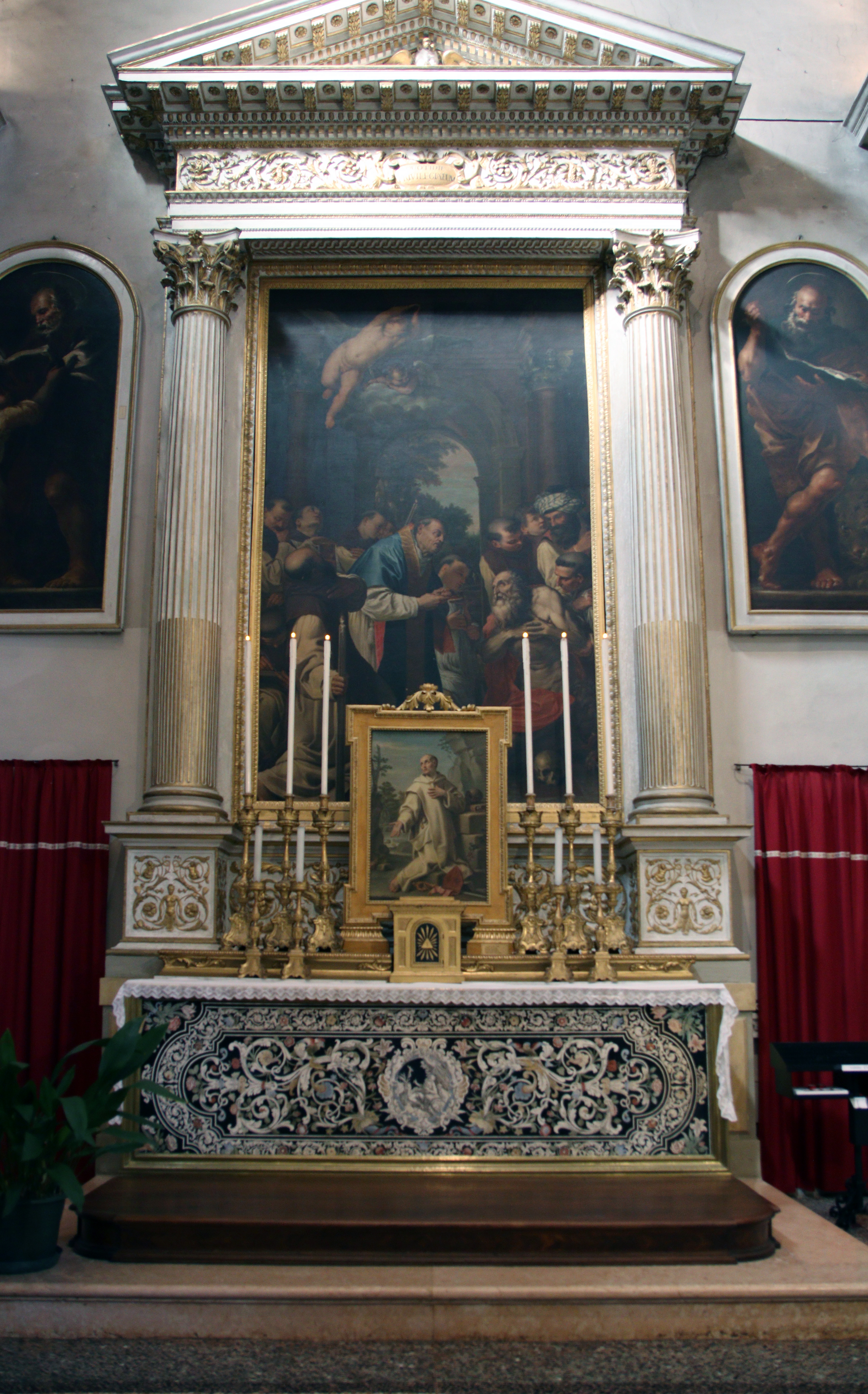
Cappella di San Girolamo nella chiesa di San Girolamo alla Certosa, Bologna. Ospita una copia della pala di Agostino Carracci Ultima Comunione di San Girolamo, realizzata da Clemente Alberi.

Artista in ascesa, Alberi ricevette commissioni importanti per opere d'arte sacra, tra cui si ricorda nel 1841 l'ancona per San Girolamo alla Certosa, copia da Agostino Carracci dell'Ultima comunione di san Girolamo, la Pietà copiata da Guido Reni e realizzata per la chiesa di Santa Maria della Pietà di Bologna, in cui preferì restituire il colore del fasto originale, o ancora gli affreschi della cupola di San Domenico, considerati dal Bezzuoli il suo capolavoro. Tra i suoi committenti si annovera anche l'imperatore Nicola I di Russia, che gli commissiona copie dai secentisti.
Dagli anni quaranta dell'Ottocento abbandonò il neoclassicismo accademico per dei ritratti più simili al vero e velati di uno psicologicismo prima assente; in particolare, all'apice della sua carriera artistica, nei primi anni cinquanta dell'Ottocento i suoi ritratti sono più moderni e «si avverte un tentativo di maggiore semplicità dovuto probabilmente all'influenza della nascente tecnica fotografica», ad esempio nel Ritratto dell'ing. Brunelli del 1854.

### Gli ultimi anni
Tuttavia, per il mutato clima artistico e forse per una stanchezza di esecuzione, la parabola di Clemente Alberi veniva già considerata discendente pochi anni dopo.
Clemente Alberi morì a Bologna nel 1864. È sepolto nella tomba di famiglia della Certosa di Bologna, al pozzetto n° 16 del vestibolo nord della Sala delle Catacombe.
Il figlio Raffaele Alberi, a sua volta pittore, morì prematuramente poco dopo, nel 1867.

## Opere scelte
- Ritratto della contessa Giulia Tomani Amiani, 1831, Pinacoteca civica di Fano
- La scoperta del delitto di Caino, 1838, Collezione d'arte e di storia della Fondazione Carisbo
- Ritratto del marchese Matteo Ricci, 1843, Collegio San Luigi di Bologna
- Ritratto di uomo, 1843, Pinacoteca nazionale di Bologna
- Ritratto dell'ing. Carlo Brunelli, 1854, collezione privata, Bologna